# Cymbiola rossiniana
Espèce
Synonymes
- Cymbiola (Cymbiola) rossiniana (Bernardi, 1859)[1]

Cymbiola rossiniana est une espèce de mollusques gastéropodes de la famille des Volutidae.
- Habitat : récif de coraux.

- Conservation : cette espèce est considérée comme menacée.

- Taille : de 115 à 185 mm.

- Répartition : Nouvelle-Calédonie.

- L'épithète spécifique est dédiée par Alexandre César Bernardi (d) au compositeur Gioachino Rossini (1792-1868).

## Philatélie
Ce coquillage figure sur une émission de la Nouvelle-Calédonie de 1981 (valeur faciale : 1 F).